# Lena Paul
Lena Paul, née le 12 octobre 1993 dans la ville de DeLand, en Floride, est une actrice pornographique, modèle érotique et camgirl américaine.

## Biographie
Elle est née dans la ville de DeLand en octobre 1993. Elle commence des études latino-américaines en Floride, avec comme spécialités l'agriculture durable et les relations agricoles avec les pays d'Amérique centrale. Puis elle décide de commencer à travailler comme camgirl pour des pages comme Cam Soda,.
Sans laisser de côté sa carrière de camgirl, Lena Paul entre dans l'industrie pornographique en débutant comme actrice en avril 2016 à l'âge de 23 ans, en faisant sa première scène pour Reality Kings.
Elle tourne sa première scène de sexe anal dans le film Art of Anal 5 Sex et sa première double pénétration dans Lena Paul's 1st DP.
En 2018, elle a été nommée pour les Prix AVN et XBIZ dans les catégories de Révélation de l'année,. Aux AVN, elle est également nommée dans la catégorie de Meilleure scène de sexe lesbienne en groupe avec Women Seeking Women 140.
Lors des XBIZ 2018, elle remporte, outre le prix de Révélation de l'année, celui de la Meilleure action non sexuelle avec Justice League XXX: An Axel Braun Parody et celui de la Meilleure scène de sexe lesbien avec Please Make Me Lesbian 15.
En mai 2018, elle débute comme scénariste pour Airtight Invasion, une scène mise en ligne sur le site PureTaboo.
Puis en octobre 2019, elle réalise son premier film pour adulte Out with a Bang.